# Maksim Mrvica
Maksim Mrvica (* 3. Mai 1975 in Šibenik, SR Kroatien) ist ein kroatischer Pianist.

## Leben
Seine Mutter und Vater Slavica Karmel hatten keinen Bezug zur klassischen Musik. Dennoch unterstützten sie ihn. Es dauerte nicht lange, bis sein Talent erkannt und er an der staatlichen Musikschule in Šibenik angenommen wurde. Zu seinen frühen Lehrerinnen zählte Marija Sekso. In diese lehrreiche Zeit fiel 1990 der Krieg in Kroatien. Im Jahre 1993 beteiligte er sich erstmals an einem Wettbewerb in Zagreb, aus dem er als Sieger hervorging. Dann studierte er an der Musikakademie in Zagreb, wo er von dem berühmten kroatischen Pianisten Vladimir Krpan unterrichtet wurde und bei ihm 1998 seine Diplomarbeit ablegte. Im gleichen Jahr schrieb er sich für ein einjähriges Studium in Budapest bei Lászlo Baranyayo ein. Es folgte noch ein Studium in Paris im Jahre 2000. Im gleichen Jahr konnte er sein erstes Album, mit dem Titel Gesten aufnehmen. Als Auszeichnung erhielt er den Porin, was sozusagen der Classical BRIT Awards Kroatiens ist. Im Jahr 2001 traf Maksim Tonci Huljic, ebenfalls Musiker und Komponist, der ihn mit dem Impresario Mel Bush bekannt machte.
Beim Treffen mit Maksim wurde er sofort von seinem Charisma beeindruckt und das erste aufgenommene Crossover-Album, The Piano Player, war 2003 ein großer Erfolg. Darin verbindet er Klassik mit Rock, Pop und Techno-Elementen. Anfang 2006 erschien sein drittes Album, A New World. Er absolvierte Auftritte unter anderem in Salzburg, Wien, Genf, Budapest und St. Petersburg. Mrvica komponierte zahlreiche Stücke für das Kroatische Fernsehen (HRT) er arbeitete zudem mit dem Zagreber Symphonie Orchester zusammen. Maksim ist mit seiner Jugendliebe Ana verheiratet. Das Paar hat eine Tochter, Leeloo.

## Erfolge
- 2002 Porin als bester Klassikkünstler ausgezeichnet
- 2003 Gold für The Piano Player in Malaysia, China, Indonesien
- 2003 Platin für The Piano Player in Taiwan, Singapur und Kroatien und Doppel-Platin in Hong Kong
- 2004 Platin für Variations I & II in Taiwan.

## Diskografie/Alben
- Geste/Gestures (2000)
- Variations I&II (2004)
- A New World (2005)
- Electrik (2006)
- Pure 2 (2008)
- Appassionata (2010)
- The Movies (2012)